# Абреу, Зекинья де
Зекинья де Абреу при рождении Жозе Гомеш де Абреу  (порт. Zequinha de Abreu; 19 сентября 1880, Санта-Рита-ду-Паса-Куатру – 22 января 1935, Сан-Паулу) – бразильский композитор и музыкант, пианист.

## Биография
Сын владельца аптеки. С шестилетнего возраста научился играть на флейте, кларнете и фортепиано, в 10 лет стал сочинять музыку и создал свой оркестр.
В 1919 году вместе с семьёй переехал в крупнейший бразильский город Сан-Паулу, где продолжил заниматься музыкальной деятельностью — писал музыку, играл со своим оркестром на различных мероприятиях, в кабаре, на частных вечеринках, играл в театре, снимался в немом кино.
Затем стал сотрудничать с известным музыкальным издательством «Дом музыки братьев Витале» («Casa da Musica dos Irmaos Vitale»).
Благодаря сотрудничеству с братьями Витале его музыкальные произведения обрели заслуженную популярность, и стали известны по всей Бразилии.
Автор десятков музыкальных произведений, многочисленных вальсов и «шоро». Один из самых популярных авторов раннего периода современной бразильской песни.
Наибольшую известность ему принесла написанная в 1917 году инструментальная композиция «Тико-тико» (ориг. назв. «Tico-tico no Fuba»), ставшая классикой популярной латиноамериканской музыки.
Умер в результате сердечного приступа.